# Piero Cappuccilli

Piero Cappuccilli nach einer Aufführung von Verdis Maskenball am Covent Garden Opera House, Januar 1975

Piero Cappuccilli (* 9. November 1929 in Triest, Italien; † 12. Juli 2005 ebenda) war ein italienischer Opernsänger (Bariton) und Gesangspädagoge.

## Leben
Der von einem Musikkritiker entdeckte Cappuccilli debütierte 1956 am Mailänder Teatro Nuovo als Tonio in Leoncavallos Pagliacci und begann seine internationale Karriere 1960 an der New Yorker Metropolitan Opera. Seit den 1960er-Jahren war Cappuccilli einer der führenden italienischen Baritone und ein gefragter Gaststar auf allen bedeutenden Opernbühnen weltweit. Ab 1964 sang er in der Mailänder Scala und wurde dort bis 1980 bei dreizehn Saisoneröffnungen eingesetzt. In den 1970er-Jahren trat er mehrmals bei den Salzburger Festspielen auf.
1992 musste Cappuccilli aufgrund gesundheitlicher Folgen eines schweren Autounfalls seine Karriere als Sänger beenden und unterrichtete seitdem Gesang.